# Бордушань (Бузеу)
Бордушань, Бордушані (рум. Bordușani) — село у повіті Бузеу в Румунії. Входить до складу комуни Седжата.
Село розташоване на відстані 101 км на північний схід від Бухареста, 12 км на схід від Бузеу, 90 км на південний захід від Галаца, 122 км на південний схід від Брашова.

## Населення
За даними перепису населення 2002 року у селі проживали 443 особи. Рідною мовою 442 особи (99,8%) назвали румунську.
Національний склад населення села:
| Національність | Кількість осіб | Відсоток |
| -------------- | -------------- | -------- |
| румуни         | 437            | 98,6%    |
| цигани         | 5              | 1,1%     |